# Морро-д'Оро
Морро-д'Оро (італ. Morro d'Oro) — муніципалітет в Італії, у регіоні Абруццо,  провінція Терамо.
Морро-д'Оро розташоване на відстані близько 150 км на північний схід від Рима, 55 км на північний схід від Л'Аквіли, 17 км на схід від Терамо.
Населення — 3664 особи (2014).

## Демографія
Населення за роками:

Станом на 1 січня 2023 року в муніципалітеті офіційно проживали 122 іноземці з 26 країн, серед них 46 громадян країн Євросоюзу.

## Сусідні муніципалітети
- Атрі
- Нотареско
- Розето-дельї-Абруцці